# Nε-カルボキシメチルリシン
Nε-カルボキシメチルリシン （CML、英語: Nε-Carboxymethyllysine）または、N6-(カルボキシメチル)リシンは、AGEs（終末糖化産物）の一つである。食品分析においてAGEのマーカーとして最もよく用いられる。